# Gerald Patterson
Gerald Leighton Patterson (Preston, Melbourne, Austràlia, 17 de desembre de 1895 − Melbourne, 13 de juny de 1967) fou un jugador de tennis australià.
En el seu palmarès destaquen un total de deu títols de Grand Slam distribuïts en tres individuals, sis en dobles masculins i un en dobles mixts. Part de la seva carrera es va veure afectada per la Primera Guerra Mundial, que va impedir la celebració de molts torneigs durant diversos anys consecutius. Va formar part de l'equip australià de Copa Davis en diverses edicions i van guanyar el títol l'any 1919. Posteriorment també en va ser capità de l'equip australià en l'edició de 1946.
Era nebot de la cantant d'òpera australiana Nellie Melba i pare del pilot d'automoció Bill Patterson.
Va ser inclòs en l'International Tennis Hall of Fame l'any 1989 i fou condecorat amb la Creu Militar per la seva participació com a oficial de la Royal Field Artillery en la batalla de Messines de 1917.

## Torneigs de Grand Slam

### Individual: 7 (3−4)
| Resultat  | Núm. | Any  | Campionat                      | Oponent            | Marcador                  |
| --------- | ---- | ---- | ------------------------------ | ------------------ | ------------------------- |
| Finalista | 1.   | 1914 | Australasian Championships     | Arthur O'Hara Wood | 4−6, 3−6, 7−5, 1−6        |
| Guanyador | 1.   | 1919 | Wimbledon                      | Norman Brookes     | 6−3, 7−5, 6−2             |
| Finalista | 2.   | 1920 | Wimbledon                      | Bill Tilden        | 6−2, 3−6, 2−6, 4−6        |
| Finalista | 3.   | 1922 | Australasian Championships (2) | James Anderson     | 0−6, 6−3, 6−3, 3−6, 2−6   |
| Guanyador | 2.   | 1922 | Wimbledon (2)                  | Randolph Lycett    | 6−3, 6−4, 6−2             |
| Finalista | 4.   | 1925 | Australasian Championships (3) | James Anderson     | 9−11, 6−2, 2−6, 3−6       |
| Guanyador | 3.   | 1927 | Australian Championships       | John Hawkes        | 3−6, 6−4, 3−6, 18−16, 6−3 |

### Dobles masculins: 14 (6−8)
| Resultat  | Núm. | Any  | Campionat                      | Parella         | Oponents                             | Marcador                 |
| --------- | ---- | ---- | ------------------------------ | --------------- | ------------------------------------ | ------------------------ |
| Guanyador | 1.   | 1914 | Australasian Championships     | Ashley Campbell | Rodney Heath Arthur O'Hara Wood      | 7−5, 3−6, 6−3, 6−3       |
| Guanyador | 2.   | 1919 | US Championships               | Norman Brookes  | Vincent Richards Bill Tilden         | 8−6, 6−3, 4−6, 4−6, 6−2  |
| Guanyador | 3.   | 1922 | Australasian Championships (2) | John Hawkes     | James Anderson Norman Peach          | 8−10, 6−0, 6−0, 7−5      |
| Finalista | 1.   | 1922 | Wimbledon                      | Pat O'Hara Wood | James Anderson Randolph Lycett       | 6−3, 9−7, 4−6, 3−6, 9−11 |
| Finalista | 2.   | 1922 | US Championships               | Pat O'Hara Wood | Vincent Richards Bill Tilden         | 6−4, 1−6, 3−6, 4−6       |
| Finalista | 3.   | 1924 | Australasian Championships     | Pat O'Hara Wood | James Anderson Norman Brookes        | 2−6, 4−6, 3−6            |
| Finalista | 4.   | 1924 | US Championships (2)           | Pat O'Hara Wood | Howard Kinsey Robert Kinsey          | 5−7, 7−5, 9−7, 3−6, 4−6  |
| Guanyador | 4.   | 1925 | Australasian Championships (3) | Pat O'Hara Wood | James Anderson Fred Kalms            | 6−4, 8−6, 7−5            |
| Finalista | 5.   | 1925 | US Championships (3)           | John Hawkes     | Richard N. Williams Vincent Richards | 2−6, 10−8, 4−6, 9−11     |
| Guanyador | 5.   | 1926 | Australasian Championships (4) | John Hawkes     | James Anderson Pat O'Hara Wood       | 6−1, 6−4, 6−2            |
| Guanyador | 6.   | 1927 | Australian Championships (5)   | John Hawkes     | Ian McInness Pat O'Hara Wood         | 8−6, 6−2, 6−1            |
| Finalista | 6.   | 1928 | Wimbledon                      | John Hawkes     | Jacques Brugnon Henri Cochet         | 11−13, 4−6, 4−6          |
| Finalista | 7.   | 1928 | US Championships (4)           | John Hawkes     | John Hennessey George Lott           | 2−6, 1−6, 2−6            |
| Finalista | 8.   | 1932 | Australian Championships (2)   | Harry Hopman    | Jack Crawford Edgar Moon             | 10−12, 3−6, 6−4, 4−6     |

### Dobles mixts: 1 (1−0)
| Resultat  | Núm. | Any  | Campionat | Parella         | Oponents                       | Marcador |
| --------- | ---- | ---- | --------- | --------------- | ------------------------------ | -------- |
| Guanyador | 1.   | 1920 | Wimbledon | Suzanne Lenglen | Elizabeth Ryan Randolph Lycett | 7−5, 6−3 |

## Palmarès

### Equips: 4 (1−3)
| Resultat  | Núm. | Data                                        | Torneig                              | Superfície | Equip                                             | Oponents                                                                      | Marcador |
| --------- | ---- | ------------------------------------------- | ------------------------------------ | ---------- | ------------------------------------------------- | ----------------------------------------------------------------------------- | -------- |
| Guanyador | 1.   | 16 − 21 de gener de 1920                    | Copa Davis, Sydney, Austràlia        | Gespa      | James Anderson Norman Brookes                     | Alfred Beamish Algernon Kingscote Arthur Lowe                                 | 4−1      |
| Finalista | 1.   | 30 de desembre de 1920 − 1 de gener de 1921 | Copa Davis, Auckland, Nova Zelanda   | Gespa      | Norman Brookes Rodney Heath Pat O'Hara-Wood       | Charles Garland Bill Johnston Bill Tilden Watson Washburn Richard N. Williams | 0−5      |
| Finalista | 2.   | 1 − 5 de setembre de 1922                   | Copa Davis, Nova York, Estats Units  | Gespa      | James Anderson Pat O'Hara-Wood Rupert Wertheim    | Bill Johnston Bill Tilden Vincent Richards Richard N. Williams                | 1−4      |
| Finalista | 3.   | 11 − 13 de setembre de 1924                 | Copa Davis, Filadèlfia, Estats Units | Gespa      | Francis Kalms Pat O'Hara-Wood Richard Schlesinger | Howard Kinsey Bill Johnston Bill Tilden Vincent Richards                      | 0−5      |